# Prélude (revue)
Pour les articles homonymes, voir Prélude (homonymie).
Prélude est une revue d'avant-garde sur le thème de la politique, de la ville et de l'architecture, créée en 1932 par Hubert Lagardelle et Pierre Winter. Elle était l'organe du Comité central d'action régionale et syndicaliste qu'ils avaient fondé et qui se réclamait de Philippe Lamour et de ses Entretiens sous la Tour Eiffel. Pierre Winter fut avec Philippe Lamour l'animateur du Parti fasciste révolutionnaire après 1928 et l'éclatement du parti Le Faisceau de Georges Valois.

## Histoire
Les membres du comité de rédaction, et les principaux contributeurs de la revue d'avant-garde d'art, d'urbanisme et de politique Plans  (1930-1932), Hubert Lagardelle, Pierre Winter, Charles Trochu, passent à la revue Prélude (1932-1936), avec Albert Laprade, François de Pierrefeu, Le Corbusier, Martiny. La revue fait connaître le corporatisme. "Dans un article publié en 1933, Le Corbusier attaque à la fois "l'architecture mussolinienne moderne" et le régime lui-même : "Rome imitant Rome, une folle redondance".
Après leur compagnonnage dans les années 1920 au sein du Faisceau, premier parti fasciste français, Le Corbusier, Winter, de Pierrefeu et Lagardelle s’étaient associés pour créer Plans, revue considérée par de nombreux fascistes notoires, dont Robert Brasillach, comme une « incarnation du fascisme ». Les quatre hommes se retrouvent ensuite associés dans la création de Prélude, dont ils constituent le "comité central". Le journaliste et critique d'architecture François Chaslin décrit la revue comme « la feuille d’un groupuscule fascisant, même s’ils [les membres du comité central] expliquent, au milieu des années 1930, que le mot fascisme ne convient plus, parce qu’il doit être réservé à l’expérience italienne ». Pour lui, Le Corbusier a ainsi été « l’un des « chefs » (...) [d']un noyau militant qui aspirait au totalitarisme et que seule la confusion de l’époque a cantonné dans l’échec ».

## Parution
La revue est parue entre 1933 et 1935.

## Contributeurs
- Jean Amos, officier de marine
- Norbert Bézard, militant syndicaliste
- Hubert Lagardelle, homme politique
- Albert Laprade, architecte[3].
- Le Corbusier, urbaniste
  - Esprit grec, esprit romain, esprit gréco-romain (no 2, février 1933)
  - Croisades, ou le Crépuscule des académies
  - Programme pour la grande industrie (no 11, mai 1934)
- François de Pierrefeu, urbaniste
- Martiny
- Charles Trochu, homme politique
- Pierre Winter, médecin
  - Au Service de l'homme : le sport au pied des maisons, un foyer efficace, no 4 (avril, 1933)